# Jessica Gallagher
Jessica Gallagher, née le 14 mars 1986 à Geelong, est une skieuse alpine paralympique australienne, une athlète d'athlétisme, une cycliste en tandem et une rameuse.
Elle est légalement aveugle et représente l'Australie au niveau international dans trois sports : le ski, l'athlétisme et le cyclisme.
Elle est la première australienne à remporter une médaille aux jeux paralympique d'hiver et d'été.

## Biographie

### Vie personnelle
Jessica Gallagher naît le 14 mars 1986 et vit à Geelong. En 2009, elle obtient son Master en ostéopathie à l'Institut royal de technologie de Melbourne.
Au moment des Jeux paralympiques d'hiver de Vancouver en 2010, elle sort avec le slalomeur de ski assis paralympique américain Gerald Hayden. Elle est ambassadrice du Comité paralympique australien, de Vision Australia (en), de Seeing Eye Dogs Australia (en), de Vision 2020 Australia, de Kx Pilates et de 2XU.
Elle est légalement aveugle en raison de la maladie de Best, une maladie rare,. Elle commence à perdre la vue lorsqu'elle est adolescente.
Jessica Gallagher est sélectionnée au sein de l'équipe australienne des Jeux paralympiques de Pékin de 2008 pour participer en saut en longueur, au 100 mètres, au lancer du poids et disque, mais elle échoue au test de classification car les classificateurs déclarent que la vue de son œil droit est de 0,01 % meilleure que nécessaire. En novembre 2009, sa classification est revue en raison d'une détérioration de sa vision et elle est jugée éligible pour concourir aux Jeux,.
L'athlète est nommée au conseil d'administration de Vision 2020 Australie en juin 2015, et est également membre de son comité "des membres, des finances et de l'audit".
En mars 2018, elle est intronisée au tableau d'honneur victorien des femmes.

### Carrière sportive

#### Netball, basket et snowboard
Elle joue au netball et au basket avec des compétiteurs valides, elle participe au niveau élite dans les deux sports alors qu'elle commence à perdre la vue. En netball, elle est gardienne de but et attaquante, elle représente l'état de Victoria à plusieurs reprises et est nommée en urgence au sein de l'équipe australienne U16. Dans le championnat de la ligue victorienne, elle représente à la fois les Palladians et Altona Lightning. En basketball, elle joue pour les Geelong Cats pendant cinq ans et également pour l'état de Victoria. À cette époque, son objectif est de devenir joueuse professionnelle de netball ou de basketball. Elle joue ensuite au netball dans la Geelong Football Netball League (en), où elle joue pour South Barwon (en) et Leopold (en).
Jessica Gallagher fait également du snowboard, elle commence ce sport pendant un séjour à Vail, dans le Colorado.

#### Ski

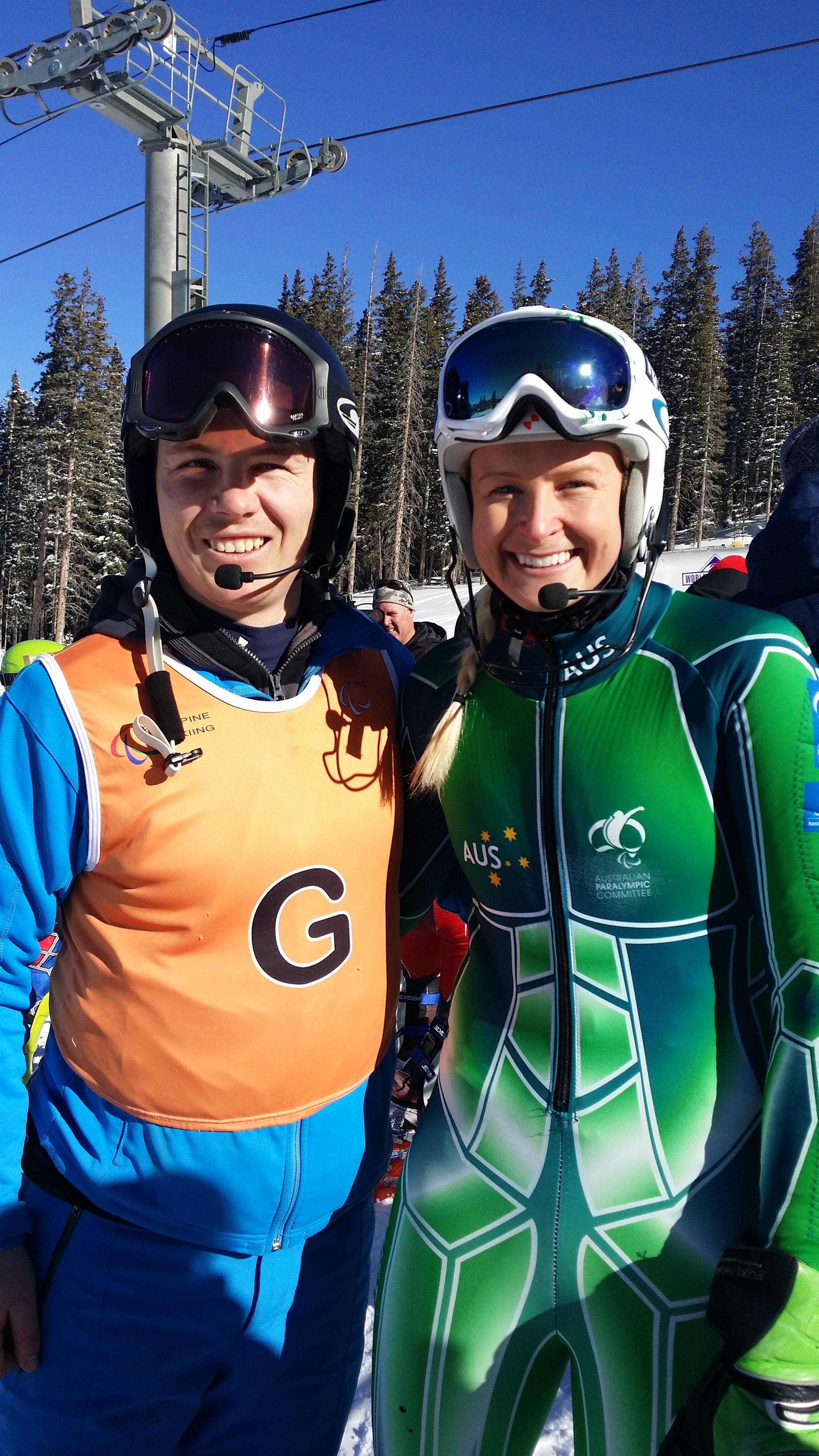
Jessica Gallagher avec le guide d'aveugle Christian Geiger en décembre 2013. Les microphones leur permettent de communiquer entre eux.

Jessica Gallagher est la première femme australienne à remporter une médaille aux Jeux paralympiques d'hiver. Elle a l'occasion de concourir au plus haut niveau en ski après avoir été identifiée lors d'une recherche de talent et en raison de son expérience en snowboard. Comme elle est aveugle, elle concourt avec un guide, Eric Bickerton (en). Elle est entraînée par Steve Graham (en), qui a également entraîné Michael Milton (en), et est l'actuel entraîneur en chef du programme paralympique d'hiver de l'Institut australien du sport,. Sa base d'entraînement australienne se trouve au centre d'entraînement du Victorian Institute of Sports (en) situé au Lakeside Stadium (en) à South Melbourne. Elle s'entraîne activement six jours par semaine.
Jessica Gallagher représente l'Australie pour la première fois en 2009 aux Jeux d'hiver de Nouvelle-Zélande, où elle remporte une médaille d'or. En janvier 2010, elle participe à sa première Coupe du monde de ski alpin IPC en Autriche et remporte une médaille de bronze en slalom,. Avant le début des Jeux de 2010, elle participe à neuf épreuves de la Coupe du monde. À son 24e anniversaire, elle remporte une médaille de bronze aux Jeux de Vancouver dans l'épreuve de slalom féminin pour les malvoyants, devenant la première femme australienne à le faire. Lors de sa première et de sa deuxième descente, elle termine troisième les deux fois,. Elle participe également à l'épreuve de slalom géant féminin pour les malvoyants aux Jeux de 2010, et termine septième après des problèmes de casque qui causent des problèmes de communication.
En 2013, lors de la Coupe du monde de ski alpin IPC à Thredbo, en Nouvelle-Galles du Sud, quelques semaines après avoir engagé son nouveau guide, Christian Geiger, elle remporte deux médailles d'argent en slalom géant et en slalom. Aux Jeux paralympiques de Sotchi en 2014, toujours avec Christian Geiger, elle remporte une médaille de bronze en slalom géant féminin pour malvoyants.
Elle fait partie du programme de ski alpin de l'Institut australien du sport depuis 2009.
Le National Sports Museum d'Australie expose plusieurs objets la concernant après sa médaille de bronze aux Jeux de Vancouver en 2010.

#### Athlétisme
Jessica Gallagher concourt également en athlétisme, elle pratique le saut en longueur, le lancer du disque, de poids, de javelot et le sprint,. Elle s'implique dans l'athlétisme après avoir entendu parler des Jeux paralympiques. Lors de l'évaluation, les classificateurs lui font essayer le lancer du poids et, bien qu'elle soit vêtue d'une tenue de sport décontractée, elle réussit un lancer qui atteint la distance de qualification paralympique. Après un an d'entraînement, elle augmente cette distance initiale de 2,5 mètres, validant ainsi un record personnel de plus de 12 mètres. Elle détient plusieurs records au classement F13, dont des records d'Australie et d'Océanie au saut en longueur, au javelot et au lancer du poids, et un record d'Australie au disque. En athlétisme, ses entraîneurs sont Mike Edwards et John Boas. En janvier 2011, elle participe aux Championnats du monde d'athlétisme de l'IPC de Christchurch, où elle termine deuxième du saut en longueur et troisième du lancer du javelot, avec un lancer de 33,75 mètres. Son apparition aux championnats marque son retour après avoir pris une pause pour concourir en ski.
Aux Jeux paralympiques de Londres de 2012, Jessica Gallagher participe aux épreuves féminines de saut en longueur F13 et de lancer du javelot féminin F12/13, et termine respectivement cinquième et sixième,,. L'athlète est déçue de ces résultats, malgré le fait qu'elle ait subi une grave déchirure du ménisque lors d'un entraînement qui l'a forcée à utiliser des béquilles dans le mois précédant la compétition.

#### Cyclisme

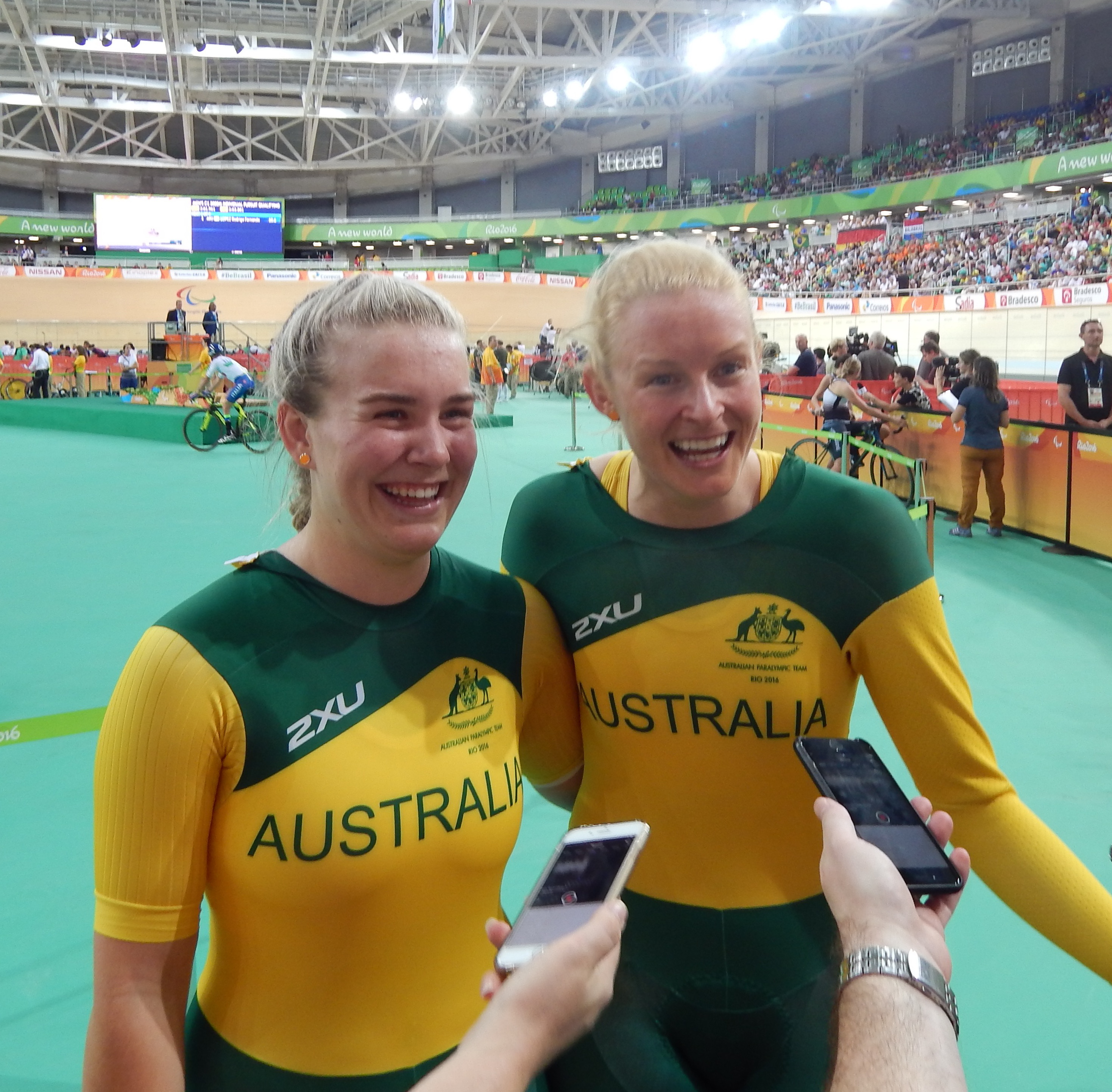
Jessica Gallagher (à droite) et la pilote (à gauche) tout sourire après avoir remporté une médaille de bronze lors de la finale du contre-la-montre féminin B/VI 1000 mètres.

Jessica Gallagher est encouragée à se mettre au cyclisme par l'entraîneur du Victorian Institute of Sports (en), Glenn Doney. Sa décision de passer au cyclisme est rendue plus facile après que son épreuve d'athlétisme préférée, le saut en longueur, ne soit pas incluse dans le programme d'athlétisme des Jeux paralympiques de Rio 2016. Aux Championnats du monde de paracyclisme sur piste UCI 2016 à Montichiari, en Italie, Jessica Gallagher et son pilote Madison Janssen (en) font leurs débuts internationaux. Elles remportent la médaille d'or au sprint B féminin en établissant un nouveau record du monde, et la médaille de bronze au contre-la-montre B féminin de 1 kilomètres,. En septembre 2016, elle devient la première Australienne à remporter une médaille aux Jeux paralympiques d'été et d'hiver lorsqu'elle remporte une médaille de bronze au contre-la-montre féminin B/VI 1000 mètres aux Jeux paralympiques d'été de Rio de Janeiro avec Madisson Janssen. Elles terminent neuvièmes de la poursuite individuelle féminine B.
Aux Championnats du monde de paracyclisme sur piste UCI 2018, à Rio de Janeiro, au Brésil, avec Madison Janssen, elle remporte des médailles d'argent dans le contre-la-montre et le sprint en tandem féminin.
Aux Championnats du monde de paracyclisme sur piste UCI 2019 à Apeldoorn, aux Pays-Bas, avec Madison Janssen, elle remporte la médaille d'argent au sprint et termine quatrième du contre-la-montre féminin.
Aux Jeux du Commonwealth de 2022 à Birmingham, en Angleterre, Jessica Gallagher remporte des médailles d'or au sprint féminin en tandem B et au contre-la-montre B avec la pilote Caitlin Ward.
Aux Championnats du monde de paracyclisme sur piste UCI 2022 à Saint-Quentin-en-Yvelines, en France, avec Caitlin Ward, elle remporte deux médailles d'argent au Sprint B féminin et au contre-la-montre féminin B.

#### Aviron
Jessica Gallagher en équipe avec Alexandra Viney (en), Tom Birtwhistle (en), James Talbot (en) et Teesaan Koo (barreur), termine quatrième du PR3 Mix4+ aux Championnats du monde d'aviron 2022.